# BBC 뉴스 채널

BBC 뉴스(BBC News) 또는 BBC 뉴스 채널 (BBC News Channel)은 영국 BBC의 24시간 뉴스 텔레비전 채널이다. BBC의 국내 디지털 텔레비전 채널 점유의 일환으로 1997년 11월 9일 오후 5시 30분 BBC 뉴스 24 (BBC News 24)라는 이름으로 방송을 개시했으며, 1989년부터 방송을 시작한 스카이 뉴스의 경쟁 채널이 되었다. 한때 BBC 레드 버튼을 통해 BBC 뉴스의 반복 보도 뉴스와 날씨, 스포츠 단신을 시청할 수 있었다.

## 로고

2008년부터 2019년까지 사용한 로고.
2019년부터 2022년까지 사용한 로고.
2022년부터 현재 사용하고 있는 로고.